# 히가시가와 도쿠야
히가시가와 토쿠야(일본어: 東川 篤哉, 1968년 ~ )는 일본의 소설가이다.
히로시마현 오노미치시 출신. 오카야마 대학 법학부 졸업.

## 문학상 수상·후보력
- 2011년 - 《수수께끼 풀이는 저녁식사 후에》로 제8회 서점 대상 수상, 제11회 본격 미스터리 대상(소설 부문) 후보.
- 2012년 - 《방과 후는 미스터리와 함께》로 제65회 일본 추리 작가 협회상(장편 및 연작 단편집 부문) 후보.

## 작품 목록

### 이카가와 시 시리즈
- 밀실의 열쇠를 빌려드립니다 (2002년 4월, 코분샤 카파 노벨스 / 2006년 2월, 코분샤 분코)
- 밀실을 향해 쏴라! (2002년 10월, 코분샤 카파 노벨스 / 2007년 6월, 코분샤 분코)
- 완전 범죄에 고양이는 몇 마리 필요한가 (2003년 8월, 코분샤 카파 노벨스 / 2008년 2월, 코분샤 분코)
- 교환 살인에는 어울리지 않는 밤 (2005년 9월, 코분샤 카파 노벨스 / 2010년 9월, 코분샤 분코)
- 여기에 시체를 버리지 마세요 (2009년 8월, 코분샤 / 2012년 9월, 코분샤 분코)
- 빨리 명탐정이 되고 싶어 (2011년 9월, 코분샤) ※단편집
  - 수록 작품: 후지에다 저택의 완전한 밀실 / 시속 40킬로의 밀실 / 일곱 개의 맥주 케이스 문제 / 참새 숲의 이상한 밤 / 보석 도둑과 어머니의 슬픔
- 웬수 같은 이웃집 탐정 (2013년 3월, 코분샤) ※단편집
  - 수록 작품: 죽음에 이르는 전력 질주의 수수께끼 / 탐정이 찍어버린 사진 / 이카가미 일족의 살인 / 죽은 자는 한숨을 쉬지 않는다 / 204호실은 타고 있는가?

### 코이가쿠보 학원 탐정부 시리즈
- 초보 탐정들의 학교 (2004년 1월, 지츠교노니혼샤 조이 노벨스 / 2009년 5월, 코분샤 분코)
- 살의는 반드시 세 번 느낀다 (2006년 5월, 지츠교노니혼샤 조이 노벨스)
- 방과 후는 미스터리와 함께 (2011년 2월, 지츠교노니혼샤)
  - 수록 작품: 키리가미네 료의 굴욕 / 키리가미네 료의 역습 / 키리가미네 료와 보이지 않는 독 / 키리가미네 료와 엑스의 비극 / 키리가미네 료의 방과후 / 키리가미네 료의 옥상 밀실 / 키리가미네 료의 절규 / 키리가미네 료의 두 번째 굴욕

### 수수께끼 풀이는 저녁식사 후에 시리즈
- 수수께끼 풀이는 저녁식사 후에 (2010년 9월, 쇼가쿠칸 / 2012년 10월, 쇼가쿠칸 분코) - 문고판에는 새로 써 쇼트 쇼트 〈호쇼가의 비정상인 애정〉 수록
  - 수록 작품: 살인 현장에서는 구두를 벗어주십시오 / 독이 든 와인은 어떠십니까? / 아름다운 장미에는 살의가 있습니다 / 신부는 밀실 안에 있습니다 / 양다리는 주의하십시오 / 죽은 자의 전언을 받으시지요
- 수수께끼 풀이는 저녁식사 후에 2 (2011년 11월, 쇼가쿠칸)
  - 수록 작품: 완벽한 알리바이를 원하십니까? / 살인할 때는 모자를 잊지 마시길 / 살의 넘치는 파티에 잘 오셨습니다 / 성스러운 밤의 밀실은 어떠십니까? / 머리카락은 살인범의 생명입니다 / 완전한 밀실 따윈 없습니다
- 수수께끼 풀이는 저녁식사 후에 3 (2012년 12월, 쇼가쿠칸)
  - 수록 작품: 범인에게 독을 주지 마십시오 / 이 강에 빠지지 마십시오 / 괴도의 도전장입니다 / 살인에는 자전거를 이용하십시오 / 그 여자는 무엇을 빼앗겼습니까? / 작별은 저녁 식사 후에

### 마법사 마리와 형사 소스케 시리즈
- 마법사는 완전범죄를 꿈꾸는가 (2012년 9월, 분게이슌주)
  - 수록 작품: 마법사와 거꾸로 된 방 / 마법사와 잃어버린 버튼 / 마법사와 두 개의 서명 / 마법사와 대타남의 알리바이
- 마법사와 형사들의 여름 (2014년 7월, 분게이슌주) - 위 작품의 속편
  - 수록 작품: 마법사와 뒤바뀐 사진 / 마법사와 죽은 자의 메시지 / 마법사와 아내에게 바치는 범죄 / 마법사와 우산의 문제

### 그 외의 작품
- 저택섬 (2005년 5월, 토쿄소겐샤 미스터리 프론티어 / 2008년 7월, 소겐스이리 분코)
- 이제 유괴 따위 안해 (2008년 1월, 분게이슌주 / 2010년 7월, 분슌 분코)
- 어중간한 밀실 (2012년 2월, 코분샤 분코) - 초기 단편집
  - 수록 작품: 어중간한 밀실 / 남쪽섬의 살인 / 대나무와 시체와 / 10년의 밀실·10분의 소실 / 아리마 키넨의 모험
- 사자가 사는거리 - 히라스카 여탐정 사건부1 (2013년 8월, 쇼덴샤)

## 실사화 작품
드라마
- 코이가쿠보 학원 탐정부 시리즈 〈방과후는 미스터리와 함께〉 (2011년 5월, web 방송)
- 수수께끼 풀이는 저녁식사 후에 (2011년 10월 ~ 12월, 후지 TV)
  - 수수께끼 풀이는 저녁식사 후에 스페셜 (2012년 3월 27일)

- 이제 유괴 같은 건 안 해 (2012년 1월 3일, 후지 TV)
- 방과 후는 미스터리와 함께 (2012년 4월 ~ 6월, TBS)
- 내가 싫어하는 탐정 (2014년 1월 ~ 3월, TV 아사히)

영화
- 수수께끼 풀이는 저녁식사 후에 (2013년 8월 3일, 토호)